# Ambassade d'Algérie en Libye
L'ambassade d'Algérie en Libye est la représentation diplomatique de l'Algérie en Libye, qui se trouve à Tripoli, la capitale du pays.

## Ambassadeurs d'Algérie en Libye

### Consulats
Il existe une consulat d'Algérie en Libye, à Sabha.